# Daïra de Boudouaou
Pour les articles homonymes, voir Boudouaou (homonymie).
La daïra de Boudouaou est une des neuf daïras de la wilaya de Boumerdès, en Algérie. Son chef-lieu est la ville éponyme de Boudouaou.

## Géographie
Elle est composée de cinq communes : Boudouaou, Boudouaou El Bahri, El Kharrouba, Bouzegza Keddara et Ouled Hedadj. Elle mesure 183,01 km2 et est majoritairement à vocation agricole.
Boudouaou el Bahri marque la limite Ouest de la wilaya de Boumerdès.

## Population
La daïra dépasse les 40 000 habitants.
Dans la daïra, on compte 25 653 logements dont 883 logements précaires, soit 3,44 % du total.

## Activité

### Activité commerciale
La daïra de Boudouadou est connue pour ses laiteries et ses briqueteries.
Les argiles de la région servent à produire des briques et des tuiles.
L'ensemble de la daïra compte deux entrepôts frigorifiques pour une capacité totale de 2 150 mètres cubes.

### Tourisme
Le gouvernement met en place une zone d'expansion des sites touristiques sur 419 hectares.